# Theodoros Vardinoyannisstadion
Het Theodoros Vardinoyannisstadion (Grieks: Γήπεδο Θεόδωρος Βαρδινογιάννης, Gípedo Theódoros Vardinogiánnis), bijgenaamd het OFI stadion, is een voetbalstadion in Iraklion, in Griekenland. Het stadion is gebouwd in 1946, op een Armeense begraafplaats uit de Tweede Wereldoorlog, en dankt zijn naam aan Theodoros Vardinoyannis, een man die zijn leven aan de club OFI Kreta heeft gegeven. De capaciteit van het stadion bedraagt 9000 toeschouwers. Voetbalclub OFI Kreta speelt haar thuiswedstrijden in dit stadion

## Interlands
| Voetbalinterlands | Voetbalinterlands | Voetbalinterlands       | Voetbalinterlands | Voetbalinterlands    | Voetbalinterlands |
| №                 | Datum             | Wedstrijd               | Uitslag           | Competitie           | Toeschouwers      |
| ----------------- | ----------------- | ----------------------- | ----------------- | -------------------- | ----------------- |
| 1                 | 15 november 1995  | Griekenland – Faeröer   | 5–0               | EK 1996 kwalificatie | 9.088             |
| 2                 | 19 augustus 1997  | Griekenland – Cyprus    | 2–1               | Vriendschappelijk    | 5.000             |
| 3                 | 28 februari 2001  | Griekenland – Rusland   | 3–3               | Vriendschappelijk    | 7.900             |
| 4                 | 2 juni 2001       | Griekenland – Albanië   | 1–0               | WK 2002 kwalificatie | 5.400             |
| 5                 | 12 februari 2003  | Griekenland – Noorwegen | 1–0               | Vriendschappelijk    | 2.500             |